# میتوژن پک‌وید
میتوژن پُک‌وید (انگلیسی: Pokeweed mitogen) نوعی میتوژن است که از گیاه سرخاب کولی (علف زنگ) (انگلیسی: Phytolacca americana) به‌دست می‌آید.
این میتوژن عملکردی همچون لکتین دارد و به‌طور خاص موجب تکثیر لنفوسیت‌های بی، پلاسماسل و لنفوسیت‌های تی می‌شود. این لکتین حاوی پروتئین‌های گیرنده شبه TLR4 است که به سلول‌های B برای پاسخ تکثیری سیگنال می‌دهد. تحقیقات نشان داده‌اند که سلول‌های B به PWM خالص (بدون گیرنده TLR) پاسخی نمی‌دهند، که این موضوع نشان می‌دهد توانایی القایی PWM وابسته به حضور پروتئین TLR4 برای ارسال سیگنال به سلول‌های B و فعال‌سازی پاسخ آن‌هاست.
توضیح آنکه میتوژن‌ها، به مواد شیمیایی گفته می‌شود که سلول‌های دیگر را تحریک به تقسیم‌شدن (از نوعِ میتوز) می‌کنند.